# Aurora. Pensieri sui pregiudizi morali
(Nietzsche in Ecce Homo, riferendosi ad Aurora, 1)

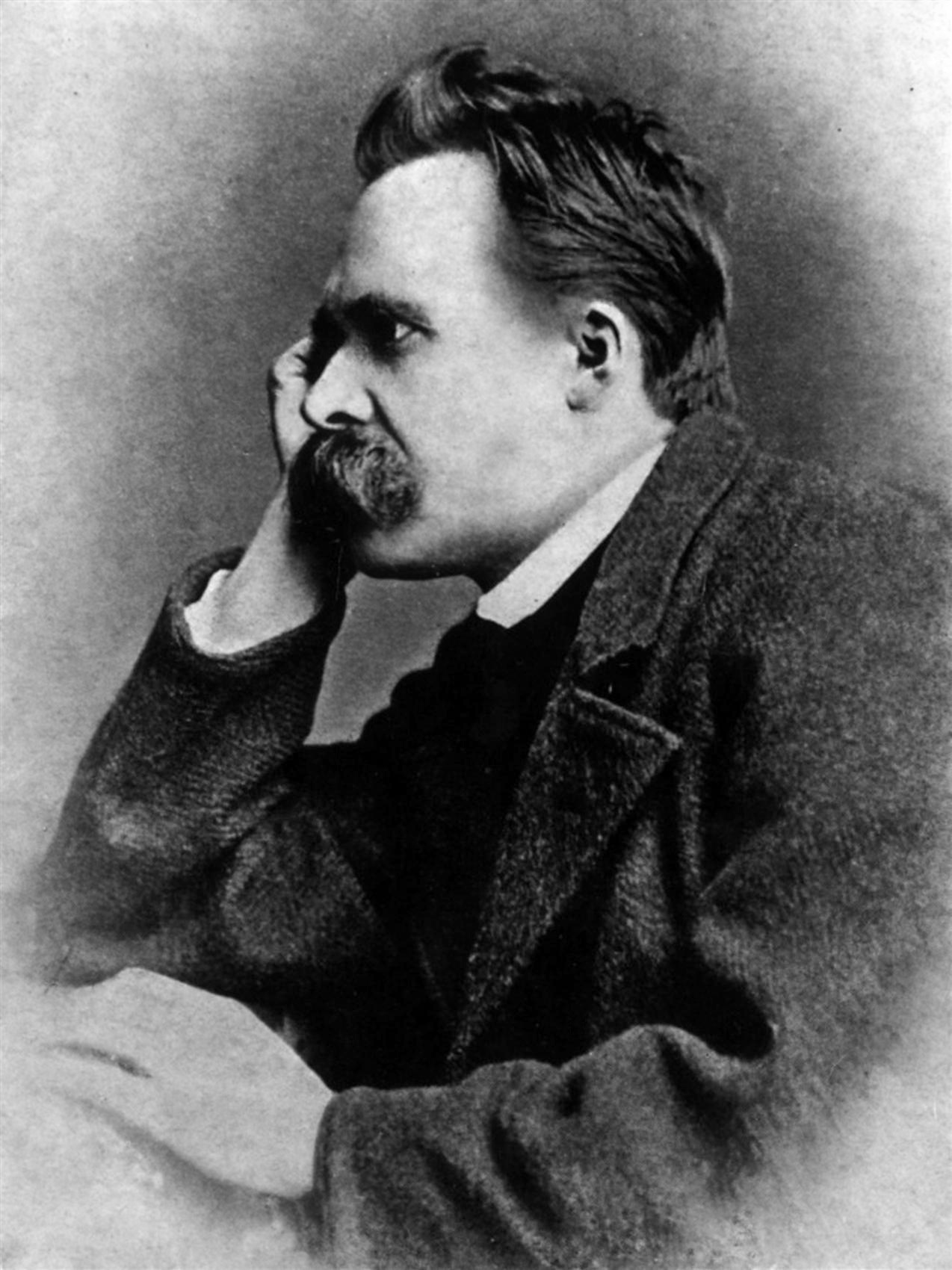
Nietzsche nel 1882

Aurora. Pensieri sui pregiudizi morali (Morgenröte. Gedanken über die moralischen Vorurteile) è un'opera di Friedrich Nietzsche, scritta tra il 1879 e il 1881 e si compone in totale di 575 aforismi, divisi in 5 libri.
Nietzsche propone una sintesi dell'opera in una prefazione datata 1886.
Il libro costituisce un progresso rispetto al precedente (Umano, troppo umano), perché Nietzsche qui definisce, con maggiore coerenza e dettagli, un gran numero di tesi (amoralità dell'esistenza, psicologia delle credenze morali, errore della causalità morale, soppressione dell'idea di punizione, necessità di rivalutare le nostre azioni e i nostri sentimenti, ecc.) che costituiranno i temi delle sue opere seguenti: Al di là del bene e del male, Genealogia della morale.

## Libro primo
Henri Albert (1868 - 1921), germanista francese e traduttore delle opere di Nietzsche, ha proposto nella sua traduzione dell'Aurora questa classificazione degli aforismi:
| Temi                                                     | Aforismi     |
| -------------------------------------------------------- | ------------ |
| Sulla storia della moralità dei costumi e della moralità | dall'1 al 40 |
| Sulla storia del pensiero e della conoscenza             | dal 41 al 51 |
| Sui pregiudizi cristiani                                 | dal 52 al 96 |

Ma è possibile anche vedere in questo primo libro un'esposizione collegata a una certa progressione storica per cui:
| Temi                                  | Epoche                            |
| ------------------------------------- | --------------------------------- |
| Moralità dei costumi                  | Tempi preistorici, società chiuse |
| Sviluppo della ragione e del pensiero | Grecia antica; India              |
| Cristianesimo                         | Cristianesimo primitivo           |

Tuttavia questo schema interpretativo non deve far dimenticare che per Nietzsche tutte le epoche più o meno si sovrappongono: per esempio la moralità dei costumi la si ritrova anche nello sviluppo della ragione. Per questo motivo un'epoca per lui, più che un tempo storico preciso, è una certa caratteristica di una data cultura.

### Lamoralità dei costumi
L'inizio della prima parte dell'opera è dedicato a uno studio di quello che Nietzsche chiama moralità dei costumi (nozione introdotta al § 9), che si può intendere come l'insieme dei costumi che una comunità impone ai suoi membri e che è strettamente equivalente a ciò che si chiama moralità:
((§ 9))
La moralità dei costumi si contrappone in questo modo al comportamento individuale attraverso delle costrizioni, spesso brutali e crudeli, che non possono essere messe in atto che facendo leva sulle superstizioni precedentemente ricevute; l'individuo deve per esempio simulare la follia o provocarla e presentarsi come il servitore di una potenza divina:
((§ 14))
Infatti nei tempi antichi si considerava la follia come "maschera del divino", qualcosa che incuteva timore, come una tragica calamità naturale. La follia era dunque voluta e ricercata dagli innovatori, come segno del dio che si stesse procedendo per la retta via, come mezzo di auto convincimento. Era pertanto caratteristica degli spiriti liberi, di coloro che portavano cambiamenti di ordine etico all'interno di una comunità.

### Il cristianesimo
L'altro gruppo di aforismi del primo libro è dedicato allo studio del Cristianesimo che per certi aspetti si oppone alla moralità dei costumi, valorizzando l'individuo in un modo del tutto nuovo tale da ritrovarsi nelle fondamenta del pensiero moderno.
La nascita della teologia cristiana infatti, secondo Nietzsche, si può far risalire a San Paolo, ebreo dal carattere passionale, che odiava la prescrittività formale della Legge mosaica, spezzata da Cristo che voleva liberare l'uomo dall'oppressione della morale additandogli un «più breve cammino verso la perfezione»
Lo stesso cristianesimo però ripropone alcune pratiche religiose crudeli e nocive, secondo Nietzsche, per la salute mentale e fisica degli individui: per cui quella colpa, che nella moralità dei costumi era collettiva, ora s'interiorizza e provoca nuove torture mentali.
(§ 39)
Il brahmanesimo, al contrario del cristianesimo, proprio di tutti quelli che sono ancora schiavi di sé stessi, è riuscito a indicare la strada per l'autoliberazione individuale.

### Problemi posti dalla questione dell'origine della moralità
È possibile sintetizzare la problematica dell'origine della morale nel pensiero di Nietzsche attraverso la teoria che la conoscenza che noi abbiamo della finalità di una cosa non è la conoscenza della causa per cui quella cosa esiste.
La finalità in questo caso è l'esigenza dell'ordine (essenzialmente derivato dalla morale e da errori psicologici) che noi mettiamo nelle cose: ne consegue che la ricerca storica è di necessità a-morale poiché non va alla ricerca della finalità degli eventi ma si limita a descriverli.
Così nel caso della moralità dei costumi Nietzsche può dedurne che quest'ultima comporta due aspetti che bisogna distinguere bene: la moralità dei costumi come complesso dei rituali e la moralità dei costumi come interpretazione che tende a razionalizzare più o meno l'esistenza attribuendole una finalità.
(§ 40)

### Origini e sviluppo della vita contemplativa
Nella seconda serie degli aforismi viene esaminato l'argomento della vita contemplativa (vale a dire lo sviluppo del pensiero).
Per Nietzsche il problema non è quello di definire la vita condotta secondo il pensiero, attraverso gli scopi che gli uomini contemplativi gli hanno attribuito, ma di cercare se si può spiegare la nascita di questo genere di vita attraverso un insieme di cause che si rifanno di volta in volta alla psicologia e alla sociologia:
(§ 42)

## Secondo libro
Henri Albert del secondo libro ha proposto questa classificazione:
| Temi                                        | Aforismi       |
| ------------------------------------------- | -------------- |
| La natura e la storia dei sentimenti morali | dal 97 al 113  |
| I pregiudizi filosofici                     | dal 114 al 130 |
| I pregiudizi della morale altruista         | dal 131 al 148 |

Il secondo libro inizia col riprendere alcuni temi del primo. Tornando sulle sue riflessioni sulla moralità dei costumi il pensiero di Nietzsche riprende i primi aforismi sulla opposizione tra l'universalità dei problemi morali e la felicità individuale, cioè il conflitto fra l'autorità dei costumi e la valutazione dei valori originali.
Egli esamina in particolare come si formano i sentimenti che determinano la morale, come questi sentimenti contrastino lo sviluppo della ragione e impediscano agli individui di ritenersi delle potenze individuali autonome.
Egli ritiene che la critica della morale non sia sufficiente affinché si abbia un progresso autentico: bisogna rieducare i propri sentimenti, la propria sensibilità, per arrivare a una vera autonomia che vada oltre le valutazioni ricevute durante l'infanzia che rendono ogni individuo dipendente dall'immagine che gli altri hanno di lui.
In questi aforismi (in particolare il 104 e il 105) si trova la formulazione dell'opposizione tra una morale di schiavi (in riferimento a dei valori ricevuti dall'esterno) e una morale di signori (un'individualità che prende i suoi valori da sé stesso, dalla sua natura libera e felice).

## Terzo, quarto, quinto libro (Sintesi)
I grandi autori del passato che hanno trattato della morale come Kant, che la intendeva originata dal dovere dell'imperativo categorico, o Spencer, che la riferiva alla ricerca dell'utile, o Schopenhauer che l'attribuiva a quelle situazioni in cui l'uomo si trovi a condividere il dolore con altri uomini (la compassione), sono superati dalla visione nietzschiana della morale originata dalla paura della considerazione dell'altro.
L'uomo teme il giudizio che un altro possa avere su di lui, poiché egli stima se stesso in base al giudizio che gli altri hanno su di lui ed allora tende ad essere in accordo, piuttosto che in contrasto con gli altri e ad adeguare il suo comportamento a quello del "gregge".
Il comportamento del singolo, dell'individuo isolato diviene allora sinonimo di immoralità:
È nel singolo invece la strada che porta a conoscere se stessi e il mondo: come Eraclito, Nietzsche afferma di avere indagato se stesso dando una visione del mondo che apparentemente è presentata in una forma artistica che lo stesso Nietzsche invita a superare e a non farsi ingannare:
(Af. 223)
Nell'ultima parte dell'opera Nietzsche esamina la morale della società tedesca che ha la tendenza naturale ad assoggettarsi agli ordini di chi comanda ma nello stesso tempo, quando occorre, i tedeschi sanno dar prova di autonomia e creatività personale.
I tedeschi hanno la potenzialità di realizzare grandi cose anche se Nietzsche dubita che essi le realizzino veramente ma in loro c'è una forza compressa che prima o poi dovrà espandersi rivelando la loro superiorità.
La superiorità morale dell'individuo si manifesta nel conoscere più che nell'agire che è nient'altro che «un fuggire se stessi» e quindi le menti superiori sono come gli uccelli che volano in alto e che sembrano piccoli a quelli che, incapaci di volare, rimangono sulla terra mescolati nel "gregge" dei mediocri, invidiosi del sapere dei savi.
Anche se i grandi saggi poi si arresteranno per stanchezza («Tutti i nostri grandi maestri e precursori hanno finito coll'arrestarsi») altri prenderanno il loro posto per volare oltre il mare alla conquista dell'infinito «in quella direzione, laggiù dove sono fino ad oggi tramontati tutti i soli dell'umanità».